# Hronologija Isusa
Hronologija Isusa predstavlja pokušaj da se uspostavi istorijska hronologija događaja u životu Isusa prema prikazu u četiri kanonska evanđelja (koja sugerišu različite datume za različite događaje). Neki događaji u hronologiji Isusa po evanđeljima mogu biti vezani uz jevrejske festivale, kao i vladavine pojedinih vladara i godine službe sveštenika. Međutim, drugi događaji, kao tačna godina Isusovog rođenja i smrti se ne mogu precizno utvrditi. U korelaciji s spoljnim svjetovnim izvorima, navodi četiri kanonska evanđelja opisuju sljedeći niz događaja:
- Isus je rođen ili prije 4. p. n. e. (kada je Irod Veliki umro) ili godine 6. n.e. (kada je proveden istorijski Kvirinijev popis). Tradicionalni datum - 25. decembar 1. p. n. e. (ne 1. n.e., v. dole), je kombinacija između simboličkog izbora (za dan u godini) i izračuna Dionizija Malog (za samu godinu).
- Isusa je krstio Jovan Krstitelj za vrijeme Jovanove svešteničke službe, koja je prema Luki 3:1-2 započela u "15. godini Tiberija" (oko 28/29. n.e.)[2] te mogla trajati do 32. n.e.;[3]
- Isusova služba je trajala jednu ili tri godine, prema Jevanđelju po Jovanu;[4]
- Isusa je pogubio Poncije Pilat, guverner provincije Judeje između 26. n.e. (kada je Pilat imenovan za guvernera) i 36. n.e. (kada je Pilat smijenjen.)
- Prema jevanđeljima, Isus se digao iz mrtvih na prvi dan sedmice nakon razapinjanja.

## Spoljašnje veze
- Catholic Encyclopedia (1910): Chronology of the Life of Jesus Christ
- Catholic.org Chronology of Jesus
- New Testament Chronology